# Ваљијано (Перуђа)
Ваљијано је насеље у Италији у округу Перуђа, региону Умбрија.
Према процени из 2011. у насељу је живело 360 становника. Насеље се налази на надморској висини од 445 м.